# Francis Grenfell (1er baron Grenfell)
Francis Wallace Grenfell (29 avril 1841 - 27 janvier 1925) est un officier de l'armée britannique. Après avoir servi comme aide de camp du commandant en chef, Afrique du Sud, il combat dans la 9e guerre Xhosa, la guerre anglo-zouloue puis la guerre anglo-égyptienne. Il devient Sirdar (commandant en chef) de l'armée égyptienne et commande les forces à la bataille de Suakin en décembre 1888 et à la bataille de Toski en août 1889 pendant la guerre mahdiste. Après cela, il devient gouverneur de Malte, puis commandant en chef d'Irlande avant de prendre sa retraite en 1908.

## Biographie

### Jeunesse et carrière
Il est le fils de Pascoe St Leger Grenfell et Catherine Anne Grenfell (née Du Pre), et petit-fils de Pascoe Grenfell. Il fait ses études à l'école Milton Abbas dans le Dorset, mais décide de quitter l'école plus tôt .

### Carrière militaire
Grenfell achète une commission d'enseigne dans le 3e bataillon du 60e Royal Rifles le 5 août 1859. Il achète ensuite la promotion comme lieutenant le 21 juillet 1863 et capitaine (dans la dernière année où l'achat est autorisé) le 28 octobre 1871. Il est aide de camp de Sir Arthur Cunynghame, commandant en chef, Afrique du Sud, en 1874 . Après avoir participé à la bataille de Quintana en février 1878 lors de la 9e guerre des Xhosa en 1878, il est promu major breveté le 11 novembre 1878. Il combat ensuite à la bataille d'Ulundi en juillet 1879 pendant la guerre anglo-zouloue, puis retourne en Angleterre pour devenir major de brigade au camp militaire de Shorncliffe peu de temps avant d'être promu lieutenant-colonel breveté le 29 novembre 1879 . Il devient major d'une brigade d'infanterie en Afrique du Sud en avril 1881 et, ayant été promu au grade effectif de major le 1er juillet 1881, il combat à la bataille de Tel el-Kebir en septembre 1882 pendant la guerre anglo-égyptienne . Promu colonel breveté le 18 novembre 1882, il est nommé aide de camp de la reine Victoria la même année .
Grenfell devient Sirdar adjoint (commandant en chef) de l'armée égyptienne à la fin de 1882 et, après avoir commandé les troupes égyptiennes stationnées à Assouan pendant l'Expédition du Nil, il devient lui-même Sirdar en avril 1885 . Il est nommé Compagnon de l'Ordre du Bain le 25 août 1885, et après avoir dirigé ses troupes à la bataille de Ginnis en décembre 1885, est promu au grade. Il est promu Chevalier Commandeur de l'Ordre du Bain le 25 novembre 1886. Il commande ensuite les forces à la bataille de Suakin en décembre 1888 et à la bataille de Toski en août 1889 pendant la guerre mahdiste et est promu Major général pour services distingués sur le terrain le 3 août 1889. En reconnaissance de la transformation qu'il a accomplie en faisant de l'armée égyptienne une force de combat efficace, il est nommé chevalier grand-croix de l'ordre de Saint-Michel et Saint-Georges (GCMG) en quittant l'Égypte le 25 mai 1892.
De retour en Angleterre, Grenfell devient adjudant général adjoint au War Office en 1892 et inspecteur général des forces auxiliaires au War Office en août 1894. Il retourne en Égypte en tant que commandant des troupes britanniques en Égypte (sous le nouveau Sirdar) en 1897, et ayant été promu Lieutenant général le 1er avril 1898, il est promu chevalier grand-croix de l'ordre du bain le 15 novembre 1898. Il devient gouverneur de Malte avec le grade local de général le 1er janvier 1899, jusqu'au début de 1903. Dans la liste des distinctions honorifiques du couronnement de 1902 du 26 juin 1902, il est fait pair  et il est créé baron Grenfell, de Kilvey dans le comté de Glamorgan le 15 juillet 1902. Il prête serment lors d'une première réunion à la Chambre des lords le 22 juillet 1902 .
Après son retour définitif au Royaume-Uni, il commande le 4e corps d'armée nouvellement créé en avril 1903 et, ayant été promu général le 16 mars 1904, il devient commandant en chef, en Irlande et officier général commandant le 3e corps d'armée en mai 1904. Il est promu maréchal à la retraite le 11 avril 1908.
Grenfell sert comme colonel du 1st Surrey (South London) Regiment, colonel du 2nd Regiment of Life Guards puis colonel du 1st Regiment of Life Guards ainsi que, à la fin, colonel commandant le King's Royal Rifle Corps et colonel du King's Own Malta Regiment of Militia.
Grenfell est gouverneur et commandant de la Church Lads' Brigade de 1908 à 1925. En 1914, il est chargé de lever le 16e bataillon (de service), King's Royal Rifle Corps (Church Lads' Brigade) en tant que bataillon pour les membres du CLB souhaitant s'enrôler . Il est également membre du comité fondateur de la Pilgrims Society en 1902 .
Grenfell reçoit la liberté honorifique de l'arrondissement de sa ville natale de Swansea en 1889 .
Il est décédé à l'âge de 83 ans à Windlesham dans le Surrey le 27 janvier 1925 et est enterré au cimetière St Mary and All Saints à Beaconsfield dans le Buckinghamshire .

## Héritage
Grenfell Road, qui traverse North Kensington, Londres est nommé pour Grenfell; la route a plus tard donné son nom à la tour Grenfell qui est construite en 1974. En juin 2017, la tour Grenfell prend feu, faisant 72 morts.

## Famille
En 1887, Grenfell épouse Evelyn Wood, fille du major-général Robert Blucher Wood ; ils n'ont pas d'enfants. À la suite du décès de sa première femme, il épouse Margaret Majendie (fille du député Lewis Majendie) en 1903 ; ils ont deux fils et une fille .

## Sources
- Tony Heathcote, The British Field Marshals 1736–1997, Barnsley (UK), Pen & Sword, 1999 (ISBN 0-85052-696-5)